# Crematogaster desecta
Crematogaster desecta är en myrart som beskrevs av Auguste-Henri Forel 1911. Crematogaster desecta ingår i släktet Crematogaster och familjen myror. Inga underarter finns listade i Catalogue of Life.